# Eric Watson (Musiker)
Eric Watson (* 5. Juli 1955 in Wellesley (Massachusetts)) ist ein US-amerikanischer Jazzmusiker (Piano, Komposition).

## Leben und Wirken
Watson lernte als Kind Klavier und spielte zunächst Rockmusik. Nach dem Studium am Oberlin College (klassisches Piano, Komposition und Jazz-Improvisation) ging er als Begleiter einer Dance-Company nach Paris. 1982 entstand bereits ein Trioalbum mit Paul Motian und Ed Schuller (Conspiracy), bald darauf zwei Soloalben. In dieser Zeit begann auch die lange und fruchtbare Zusammenarbeit mit dem Bassisten John Lindberg. Ihr Duo wurde später mit Albert Mangelsdorff und Ed Thigpen zum Trio und Quartett erweitert. Watson spielte auch Duos mit  Steve Lacy und mit Joëlle Léandre (Palimpseste, 1991) ein. Aus einem Trio mit Mark Dresser und Ed Thigpen („Silent Hearts“, 1998) heraus entwickelte sich das Full Metal Quartet (1999/2000) mit dem Saxophonisten Bennie Wallace. 2003 und 2005 trat er in Europa, Asien und Australien mit Christof Lauer auf. 2006 veröffentlichte er Jaded Angels im Trio mit Peter Herbert und Christophe Marguet. Mit Linda Sharrock legte er 2007 das Album Listen to the Night vor, dem 2010 das Solo-Album Memories of Paris folgte.
Trotz der langen Zeit in Europa blieb Watsons Musik in der amerikanischen Tradition verwurzelt: Polytonalität, Cluster, ungewöhnliche Rhythmen und komplexer Themenaufbau zeichnen seine Kompositionen aus. Er hat sowohl im Jazzbereich komponiert (etwa „Martial Arts“ (1986) für Martial Solal und das Orchestre National de Jazz) als auch im Bereich der klassischen Kammermusik („Bénévoles“, für die australische Geigerin Jane Peters).
Innovatoren des Jazzpianos wie Lennie Tristano, Mal Waldron, Elmo Hope, Herbie Nichols oder Paul Bley hinterließen in seinem Spiel Spuren. Watson wird auch als Interpret des Klavierwerks von Charles Ives geschätzt. Weiterhin arbeitet er auch als Auftragskomponist für Theater- und Ballettproduktionen sowie seit 2001 als Leiter des renommierten Jazz-Festivals von La Villette (Paris). Ihm wurde 2003 der Titel „Chevalier des Arts et des Lettres“ verliehen.